# Prima Lega 1936-1937 (calcio)
La Prima Lega 1936-1937, campionato svizzero di seconda serie, fu il quarto torneo con questa denominazione ed il 36° equivalente alla seconda serie svizzera. Vincitore fu il FC Grenchen che ottenne la promozione in Lega Nazionale.

## Gruppo ovest

### Profili
| Club               | Rosa     | Città             | Stadio                         | Stagione 1935-36                             |
| ------------------ | -------- | ----------------- | ------------------------------ | -------------------------------------------- |
| Aarau              | dettagli | Aarau             | Stadion Brügglifeld            | 14ª Lega Nazionale 1935-1936 (Retrocessa)    |
| Cantonal Neuchâtel | dettagli | Neuchâtel         | Stade de la Maladière          | 5ª nel Gruppo Ovest di Prima Lega 1935-1936  |
| Concordia Yverdon  | dettagli | Yverdon-les-Bains | Stade Municipal de Yverdon     | Neopromossa dalla Seconda Lega               |
| Friburgo           | dettagli | Friburgo          | Stade Saint-Léonard            | 7ª nel Gruppo Ovest di Prima Lega 1935-1936  |
| Grenchen           | dettagli | Grenchen          | Stadion Brühl                  | 1ª nel Gruppo Ovest di Prima Lega 1935-1936  |
| Monthey            | dettagli | Monthey           | Stade Municipal de Monthey     | 7ª nel Gruppo Ovest di Prima Lega 1935-1936  |
| Montreux-Sports    | dettagli | Montreux          | Stade de Chailly               | 4ª nel Gruppo Ovest di Prima Lega 1935-1936  |
| Olten              | dettagli | Olten             | Kleinholz                      | 9ª nel Gruppo Ovest di Prima Lega 1935-1936  |
| Porrentruy         | dettagli | Porrentruy        | Stade du Tirage                | 10ª nel Gruppo Ovest di Prima Lega 1935-1936 |
| Soletta            | dettagli | Soletta           | Stadion Fussballclub Solothurn | 2ª nel Gruppo Ovest di Prima Lega 1935-1936  |
| Urania Ginevra     | dettagli | Ginevra           | Stade de Frontenex             | 8ª nel Gruppo Ovest di Prima Lega 1935-1936  |
| Vevey              | dettagli | Vevey             | Stade de Copet                 | 3ª nel Gruppo Ovest di Prima Lega 1935-1936  |

### Classifica finale
|  | Pos. | Squadra            | Pt | G  | V  | N | P  | GF | GS | DR  |
|  | ---- | ------------------ | -- | -- | -- | - | -- | -- | -- | --- |
|  | 1.   | Grenchen           | 35 | 22 | 16 | 3 | 3  | 71 | 26 | +45 |
|  | 2.   | Vevey              | 35 | 22 | 16 | 3 | 3  | 55 | 31 | +24 |
|  | 3.   | Cantonal Neuchâtel | 29 | 22 | 12 | 5 | 5  | 63 | 42 | +21 |
|  | 4.   | Aarau              | 26 | 22 | 12 | 2 | 8  | 65 | 32 | +33 |
|  | 5.   | Concordia Yverdon  | 23 | 22 | 9  | 5 | 8  | 38 | 38 | +0  |
|  | 6.   | Urania Ginevra     | 23 | 22 | 9  | 5 | 8  | 36 | 45 | -9  |
|  | 7.   | Montreux-Sports    | 22 | 22 | 8  | 6 | 8  | 49 | 48 | +1  |
|  | 8.   | Monthey            | 19 | 22 | 8  | 3 | 11 | 45 | 41 | +4  |
|  | 9.   | Soletta            | 19 | 22 | 7  | 5 | 10 | 47 | 51 | -4  |
|  | 10.  | Porrentruy         | 19 | 22 | 7  | 5 | 10 | 31 | 57 | -26 |
|  | 11.  | Olten              | 11 | 22 | 4  | 3 | 15 | 22 | 61 | -39 |
|  | 12.  | Friburgo           | 3  | 22 | 1  | 1 | 20 | 29 | 79 | -50 |

Legenda:

      Ammesso allo spareggio promozione dopo aver vinto lo spareggio per il primo posto.
      Retrocesse in Seconda Lega 1937-1938.
Due punti a vittoria, uno a pareggio, zero a sconfitta.

## Spareggio per il primo posto
|          | Risultato |       | Luogo e data           |  |
| -------- | --------- | ----- | ---------------------- |  |
| Grenchen | 2 - 1     | Vevey | Bienne, 16 maggio 1937 |  |

### Tabellone
|                    | AAR | CAN | CON | FRI | GRE | MOY | MTS | OLT | POR | SOL | URA | VEV |
| Aarau              |     | 2-2 | 5-0 | 8-1 | 0-2 | 3-1 | 0-1 | 3-0 | 5-0 | 8-0 | 4-0 | 1-2 |
| Cantonal Neuchâtel | 1-4 |     | 2-0 | 2-1 | 4-3 | 6-3 | 2-2 | 6-3 | 4-0 | 3-0 | 2-2 | 0-1 |
| Concordia Yverdon  | 2-1 | 3-2 |     | 6-2 | 1-1 | 1-2 | 3-2 | 0-1 | 4-1 | 2-2 | 1-1 | 1-0 |
| Friburgo           | 1-4 | 1-5 | 1-3 |     | 0-1 | 1-4 | 2-6 | 0-2 | 7-1 | 0-4 | 2-3 | 1-2 |
| Grenchen           | 1-2 | 5-1 | 3-2 | 2-2 |     | 4-2 | 3-0 | 6-1 | 4-0 | 3-2 | 7-1 | 1-2 |
| Monthey            | 2-0 | 1-2 | 1-1 | 5-2 | 1-2 |     | 4-1 | 3-1 | 0-1 | 1-0 | 7-0 | 0-1 |
| Montreux           | 4-2 | 3-4 | 1-1 | 2-0 | 1-3 | 1-1 |     | 2-0 | 4-0 | 2-3 | 1-0 | 3-6 |
| Olten              | 3-4 | 1-6 | 0-2 | 3-0 | 0-8 | 3-1 | 2-2 |     | 1-1 | 0-3 | 0-1 | 0-0 |
| Porrentruy         | 2-6 | 0-0 | 2-0 | 3-2 | 1-5 | 3-1 | 3-0 | 1-0 |     | 3-1 | 2-2 | 2-5 |
| Soletta            | 3-3 | 3-3 | 2-3 | 2-1 | 2-3 | 2-1 | 4-4 | 6-1 | 1-1 |     | 3-1 | 2-3 |
| Urania             | 2-0 | 0-4 | 3-0 | 3-1 | 0-3 | 3-1 | 3-3 | 2-0 | 2-2 | 2-1 |     | 0-1 |
| Vevey              | 2-0 | 4-2 | 3-1 | 8-1 | 1-1 | 3-3 | 2-4 | 3-0 | 3-2 | 3-1 | 0-5 |     |

## Gruppo est

### Profili
| Club                | Rosa     | Città       | Stadio                 | Stagione 1935-36                                |
| ------------------- | -------- | ----------- | ---------------------- | ----------------------------------------------- |
| Bellinzona          | dettagli | Bellinzona  | Comunale               | Neopromossa dalla Seconda Lega                  |
| Blue Stars Zurigo   | dettagli | Zurigo      | Stadion Hardhof        | 7ª nel Gruppo Est di Prima Lega 1935-1936       |
| Brühl               | dettagli | San Gallo   | Paul-Grüninger-Stadion | 3ª nel Gruppo Est di Prima Lega 1935-1936       |
| Chiasso             | dettagli | Chiasso     | Stadio Comunale        | 4ª nel Gruppo Est di Prima Lega 1935-1936       |
| Concordia Basilea   | dettagli | Basilea     | Stadion Schützenmatte  | 9ª nel Gruppo Est di Prima Lega 1935-1936       |
| SCI Juventus Zurigo | dettagli | Zurigo      | Utogrund               | 2ª nel Gruppo Est di Prima Lega 1935-1936       |
| Kreuzlingen         | dettagli | Kreuzlingen | Burgerfeld             | 6ª nel Gruppo Est di Prima Lega 1935-1936       |
| Locarno             | dettagli | Locarno     | Stadio del Lido        | 13ª nella Lega Nazionale 1935-1936 (Retrocessa) |
| Oerlikon            | dettagli | Oerlikon    | ?                      | 4ª nel Gruppo Est di Prima Lega 1935-1936       |
| Sciaffusa           | dettagli | Sciaffusa   | Stadion Breite         | 11ª nel Gruppo Est di Prima Lega 1935-1936      |
| Winterthur          | dettagli | Winterthur  | Stadion Schützenwiese  | 7ª nel Gruppo Est di Prima Lega 1935-1936       |
| Zurigo              | dettagli | Zurigo      | Stadio Letzigrund      | 9ª nel Gruppo Est di Prima Lega 1935-1936       |

### Classifica finale
|  | Pos. | Squadra             | Pt | G  | V  | N | P  | GF | GS | DR  |
|  | ---- | ------------------- | -- | -- | -- | - | -- | -- | -- | --- |
|  | 1.   | Zurigo              | 31 | 22 | 14 | 3 | 5  | 49 | 27 | +22 |
|  | 2.   | Brühl               | 29 | 22 | 14 | 1 | 7  | 60 | 31 | +29 |
|  | 3.   | Blue Stars Zurigo   | 28 | 22 | 12 | 4 | 6  | 48 | 33 | +15 |
|  | 4.   | SCI Juventus Zurigo | 25 | 22 | 10 | 5 | 7  | 42 | 36 | +6  |
|  | 5.   | Bellinzona          | 25 | 22 | 10 | 5 | 7  | 43 | 38 | +5  |
|  | 6.   | Locarno             | 23 | 22 | 10 | 3 | 9  | 38 | 32 | +6  |
|  | 7.   | Winterthur          | 20 | 22 | 7  | 6 | 9  | 42 | 51 | -9  |
|  | 8.   | Chiasso             | 20 | 22 | 9  | 2 | 11 | 38 | 48 | -10 |
|  | 9.   | Concordia Basilea   | 19 | 22 | 8  | 3 | 11 | 40 | 46 | -6  |
|  | 10.  | Sciaffusa           | 19 | 22 | 7  | 5 | 10 | 29 | 38 | -9  |
|  | 11.  | Kreuzlingen         | 18 | 22 | 6  | 6 | 10 | 23 | 36 | -13 |
|  | 12.  | Oerlikon            | 7  | 22 | 2  | 3 | 17 | 26 | 62 | -36 |

Legenda:

      Ammesso allo spareggio promozione.
      Retrocessa in Seconda Lega 1937-1938.
Note:

Due punti a vittoria, uno a pareggio, zero a sconfitta.

### Tabellone
|             | BEL | BLS | BRU | CHI | CON | JUV | KRE | LOC | OER | SCI | WIN | ZUR |
| Bellinzona  |     | 2-3 | 5-1 | 4-1 | 4-1 | 1-0 | 1-1 | 1-0 | 4-2 | 2-1 | 4-2 | 1-4 |
| Blue Stars  | 4-2 |     | 1-1 | 2-0 | 2-0 | 1-3 | 3-0 | 6-1 | 5-2 | 2-2 | 2-3 | 3-2 |
| Bruhl       | 5-1 | 4-1 |     | 3-1 | 5-1 | 0-2 | 3-0 | 3-0 | 3-2 | 2-0 | 8-1 | 1-2 |
| Chiasso     | 1-2 | 1-5 | 5-3 |     | 2-0 | 1-1 | 0-1 | 1-0 | 2-0 | 2-4 | 4-0 | 0-1 |
| Concordia   | 3-2 | 0-2 | 3-1 | 5-1 |     | 4-0 | 2-1 | 1-3 | 2-4 | 1-2 | 1-1 | 1-3 |
| Juventus    | 0-0 | 2-0 | 1-2 | 7-2 | 4-2 |     | 2-0 | 3-3 | 3-2 | 2-2 | 1-3 | 0-4 |
| Kreuzlingen | 0-0 | 2-2 | 0-3 | 1-3 | 1-3 | 2-0 |     | 1-3 | 0-0 | 2-1 | 3-0 | 3-4 |
| Locarno     | 1-0 | 4-0 | 3-1 | 1-2 | 2-0 | 1-2 | 3-0 |     | 4-0 | 0-0 | 1-4 | 1-2 |
| Oerlikon    | 1-1 | 0-2 | 0-4 | 3-4 | 0-3 | 2-4 | 0-0 | 2-5 |     | 1-4 | 4-2 | 0-4 |
| Sciaffusa   | 1-1 | 0-0 | 0-4 | 2-4 | 2-3 | 2-0 | 0-1 | 0-1 | 1-0 |     | 4-3 | 1-0 |
| Winterthur  | 1-5 | 2-0 | 0-2 | 0-0 | 2-2 | 1-1 | 3-3 | 2-0 | 2-1 | 6-0 |     | 3-3 |
| Zurigo      | 5-0 | 0-2 | 2-1 | 3-1 | 2-2 | 1-4 | 0-1 | 1-1 | 3-0 | 1-0 | 2-1 |     |

## Play-off per la promozione
|          | Risultato |          | Luogo e data            |  |
| -------- | --------- | -------- | ----------------------- |  |
| Grenchen | 2 - 1     | Zurigo   | Grenchen, 6 giugno 1937 |  |
| Zurigo   | 0 - 6     | Grenchen | Zurigo, 20 giugno 1937  |  |
|          |           |          |                         |  |

## Verdetti finali
- FC Grenchen è promosso in Lega Nazionale 1937-1938.
- FC Olten, FC Friburgo, FC Kreuzlingen e FC Oerlikon di Zurigo sono retrocesse in Seconda Lega 1937-1938.